# Ken Liu
Ken Liu (刘宇昆), född 1976 i Lanzhou i Gansu i Kina, är en amerikansk science fiction-författare, poet, jurist och programmerare. Hans noveller har dykt upp i såväl F&SF, Asimov's, Analog, Lightspeed Magazine, Clarkesworld Magazine som andra science fiction-tidskrifter, plus flera antologier, inklusive Year's Best SF. Han översätter också science fiction och litterära berättelser från kinesiska till engelska.

## Biografi
Liu är examinerad från Harvard College och Harvard Law School, och bor i Quincy, Massachusetts. Han är gift med Lisa Tang Liu och paret har två döttrar.

### Författarkarriär
2002 fick Liu "Carthaginian Rose" publicerad i antologin Empire of Dreams and Miracles: The Phobos Science Fiction Anthology (v. 1) med Orson Scott Card och Keith Olexa som förläggare. Därefter följer ett stort antal noveller i olika tidskrifter.
Han fick sitt definitiva genombrott 2011 med kortromanen "The Man Who Ended History: A Documentary", som var nominerad till både Nebulapriset och Hugopriset i sin klass.
Novellen "The Paper Menagerie" är den första berättelsen någonsin, som har vunnit såväl Nebula-, Hugo-, som World Fantasy prisen. Den var dessutom finalist till Locuspriset 2012. Dessa två verk var därutöver finalister till 2012 Theodore Sturgeons minnespris.
2012 fick Liu även ett pris för att ha översatt "The Fish of Lijiang" av Chen Qiufan från kinesiskan
Lius Hugoprisbelönade novell "Mono no aware" (2012) var inspirerad av Hitoshi Ashinanos manga Yokohama kaidashi kikō. Liu ville i sin berättelse frammana en "estetik som huvudsakligen riktade sig mot skapandet av en empati – hos läsaren – gentemot alltings oundvikliga försvinnande". Det är denna känsla som i japansk filosofi och litteratur benämns mono no aware.

## Berättelser (urval)
- "The Algorithms for Love" (online), Strange Horizons (juli 2004)
- "The Letter" (online), Every Day Fiction (2010-12-05)
- "Saving Face" (online), Crossed Genres, med Shelly Li (2011-01-01)
- "Tying Knots" (online), Clarkesworld Magazine, (januari 2011)
- "To the Stars" (online), Nature's * "Futures" feature, med Shelly Li (2011-02-03)
- "Simulacrum" (online), Lightspeed Magazine (2011-02-15)
- "The Paper Menagerie", The Magazine of Fantasy & Science Fiction (mars/april 2011). Online på io9
- "The Box That Eats Memories" (online), Daily Science Fiction (2011-08-10)
- "The Man Who Ended History: A Documentary", Panverse Three, edit av Dario Ciriello (september 2011)
- "The Last Seed" (online), Daily Science Fiction (2011-09-26)
- "Staying Behind" (online), Clarkesworld Magazine (2011-10-01)
- "Life Plus Seventy" (online), Kasma SF (2011-11-23)
- "Mono no aware" (2012)